# King and Queen County
King and Queen County ist ein County im Bundesstaat Virginia der Vereinigten Staaten. Im Jahr 2020 hatte das County 6608 Einwohner und eine Bevölkerungsdichte von 8,1 Einwohnern pro Quadratkilometer. Der Verwaltungssitz (County Seat) ist King and Queen Court House.

## Geographie
King and Queen County liegt im Nordosten von Virginia auf der mittleren Halbinsel, die an den Atlantischen Ozean grenzt, und hat eine Fläche von 845 Quadratkilometern, wovon 26 Quadratkilometer Wasserfläche sind. Es grenzt im Uhrzeigersinn an folgende Countys: Essex County, Middlesex County, Gloucester County, James City County, New Kent County, King William County und Caroline County.

## Geschichte
Gebildet wurde es 1691 aus Teilen des New Kent County. Benannt wurde es nach König Wilhelm III. von England und Königin Maria II.

## Demografische Daten

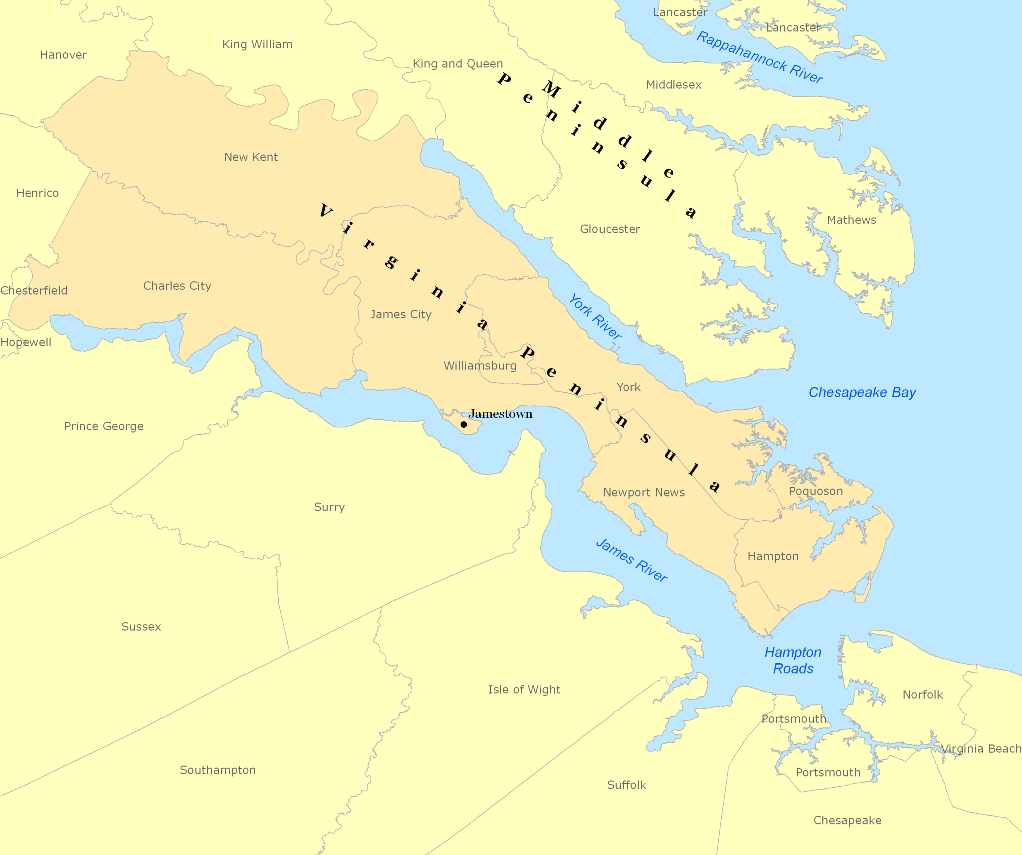
Karte der Virginia-Halbinsel und der Mittleren Halbinsel

Alterspyramide des King and Queen County

Nach der Volkszählung im Jahr 2000 lebten im King and Queen County 6630 Menschen in 2673 Haushalten und 1897 Familien. Die Bevölkerungsdichte betrug 8 Einwohner pro Quadratkilometer. Ethnisch betrachtet setzte sich die Bevölkerung zusammen aus 61,22 Prozent Weißen, 35,67 Prozent Afroamerikanern, 1,42 Prozent amerikanischen Ureinwohnern, 0,27 Prozent Asiaten, 0,02 Prozent Bewohnern aus dem pazifischen Inselraum und 0,15 Prozent aus anderen ethnischen Gruppen; 1,25 Prozent stammten von zwei oder mehr ethnischen Gruppen ab. 0,87 Prozent der Bevölkerung waren spanischer oder lateinamerikanischer Abstammung.
Von den 2673 Haushalten hatten 26,8 Prozent Kinder und Jugendliche unter 18 Jahre, die bei ihnen lebten. 52,6 Prozent waren verheiratete, zusammenlebende Paare, 13,5 Prozent waren allein erziehende Mütter, 29,0 Prozent waren keine Familien, 24,6 Prozent waren Singlehaushalte und in 11,0 Prozent lebten Menschen im Alter von 65 Jahren oder darüber. Die Durchschnittshaushaltsgröße betrug 2,48 und die durchschnittliche Familiengröße lag bei 2,94 Personen.
Auf das gesamte County bezogen setzte sich die Bevölkerung zusammen aus 22,7 Prozent Einwohnern unter 18 Jahren, 7,0 Prozent zwischen 18 und 24 Jahren, 26,8 Prozent zwischen 25 und 44 Jahren, 27,0 Prozent zwischen 45 und 64 Jahren und 16,4 Prozent waren 65 Jahre alt oder darüber. Das Durchschnittsalter betrug 41 Jahre. Auf 100 weibliche Personen kamen 95,2 männliche Personen. Auf 100 Frauen im Alter von 18 Jahren oder darüber kamen statistisch 92,5 Männer.

Das jährliche Durchschnittseinkommen eines Haushalts betrug 35.941 US-Dollar, das Durchschnittseinkommen der Familien betrug 40.563 US-Dollar. Männer hatten ein Durchschnittseinkommen von 33.217 US-Dollar, Frauen 21.753 US-Dollar. Das Prokopfeinkommen betrug 17.236 US-Dollar. 10,9 Prozent der Bevölkerung und 7,8 Prozent der Familien lebten unterhalb der Armutsgrenze. Davon waren 8,1 Prozent Kinder oder Jugendliche unter 18 Jahre und 14,8 Prozent waren Menschen über 65 Jahre.